# Rue Ibn Gabirol
La rue Ibn Gabirol (hébreu : רחוב אִבְּן גַבִּירוֹל) est une voie publique de la ville de Tel Aviv, en Israël.

## Situation et accès
Orientée nord-sud, elle démarre rue Yehuda HaLevi, dont elle est le prolongement au nord, et se termine au niveau de l'embouchure du Yarkon.

## Origine du nom
Elle nommé ainsi pour le philosophe et écrivain de Malaga, Salomon ibn Gabirol.